# Airborne-monument (Arnhem)

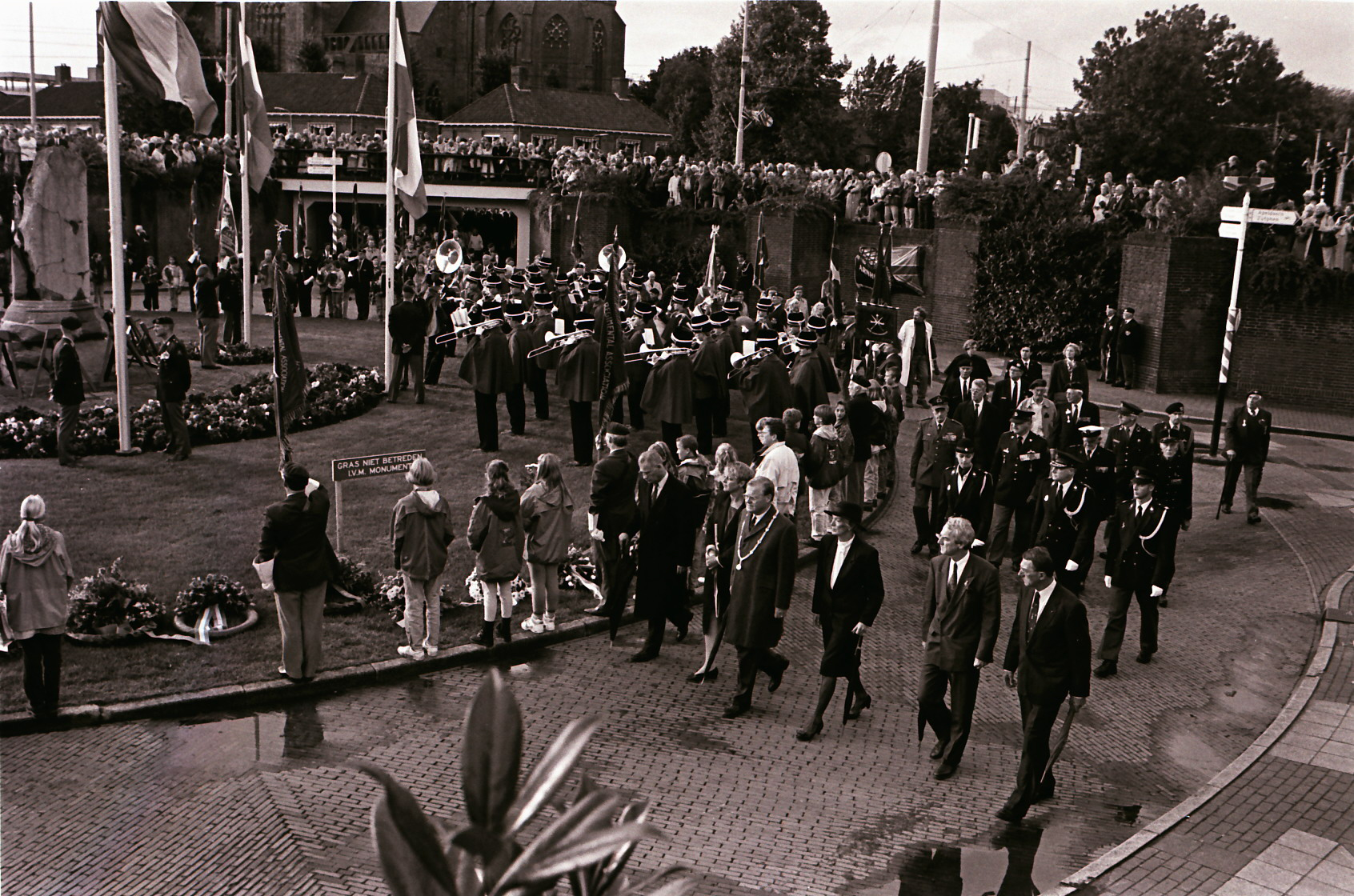
Herdenking in 1994

Het Airborne-monument in de Nederlandse stad Arnhem is een monument op het Airborneplein ter nagedachtenis aan de slag om Arnhem in september 1944. Het bestaat uit een door de oorlog beschadigde zuil van het voormalig Paleis van Justitie in Arnhem dat op een voetstuk is geplaatst. Tijdens de slag om Arnhem in september 1944 werd het gerechtsgebouw geheel verwoest. Een fragment van een van de zuilen werd bewaard als herinnering aan de oorlog en vormt nu het monument. Op 17 september 1945 werd het monument onthuld door de commissaris van de Koningin, mr. Schelto baron van Heemstra. Op de zuil staat in vergulde letters de datum: 17 september 1944.

## Herdenking
Tijdens een jaarlijkse herdenking bij het monument met een internationaal karakter worden alle geallieerden herdacht, die gesneuveld zijn bij hun pogingen om de brug over de Rijn (de John Frostbrug) te veroveren en te behouden in de periode 17-26 september 1944.